# Robert Abela
Robert Abela (Qormi, 1977. december 7. –) máltai politikus, 2020-tól miniszterelnök. 2020. január 11-én a Munkáspárt választotta új pártvezetőjének, így automatikusan Málta miniszterelnöke lett január 13-án.

## Élete
Az apja Ġorġ Abela, Málta volt köztársasági elnöke.
Feleségével, Lydiaval egy lánya van.

## Politikai pályája
Abelat 2017 júniusában megválasztották a képviselőházba (Kamra tar-Rappreżentanti).